# Castillo de San Luis de Bocachica

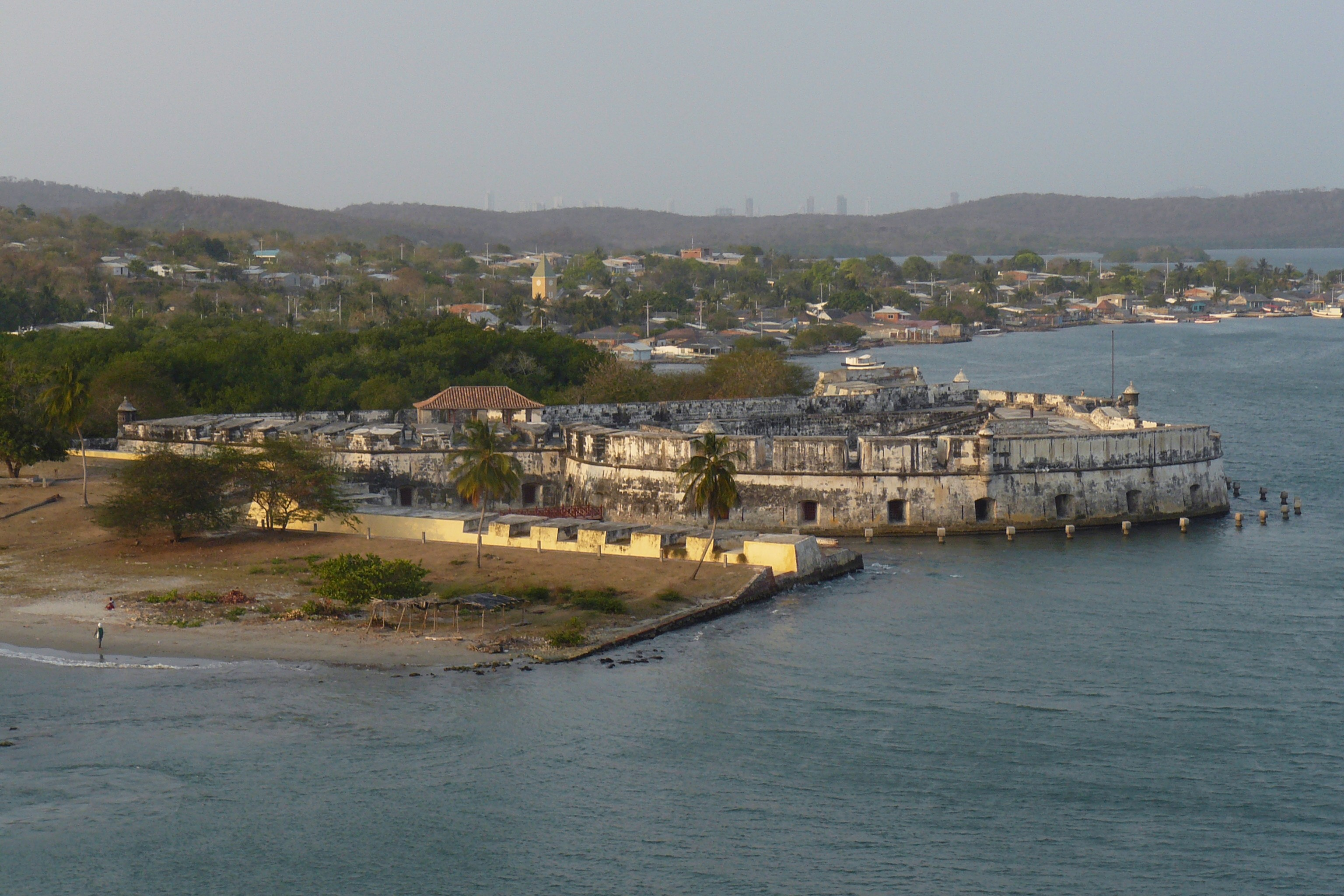
Het fort vanaf de Bocachica

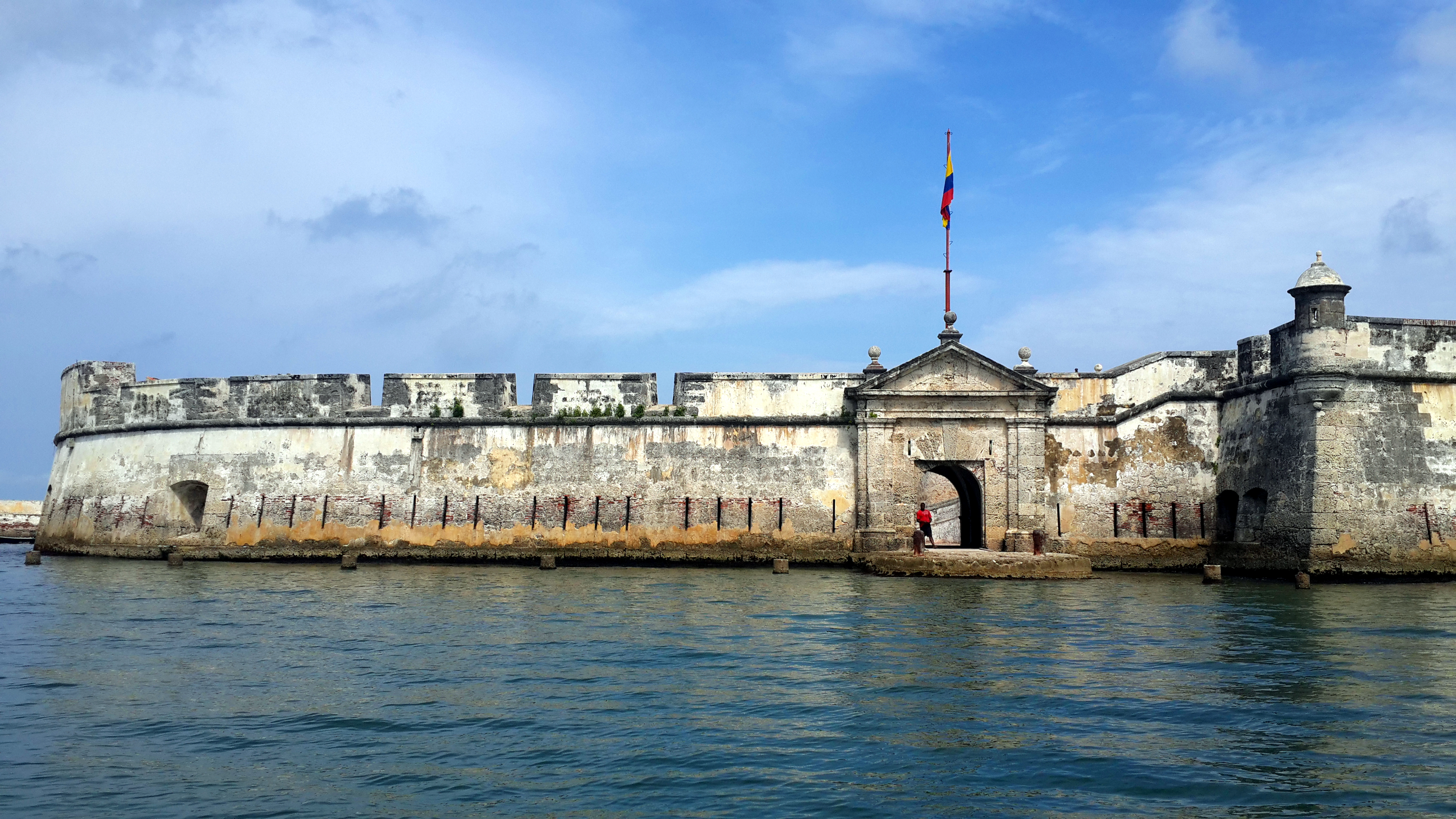
Het fort met poort

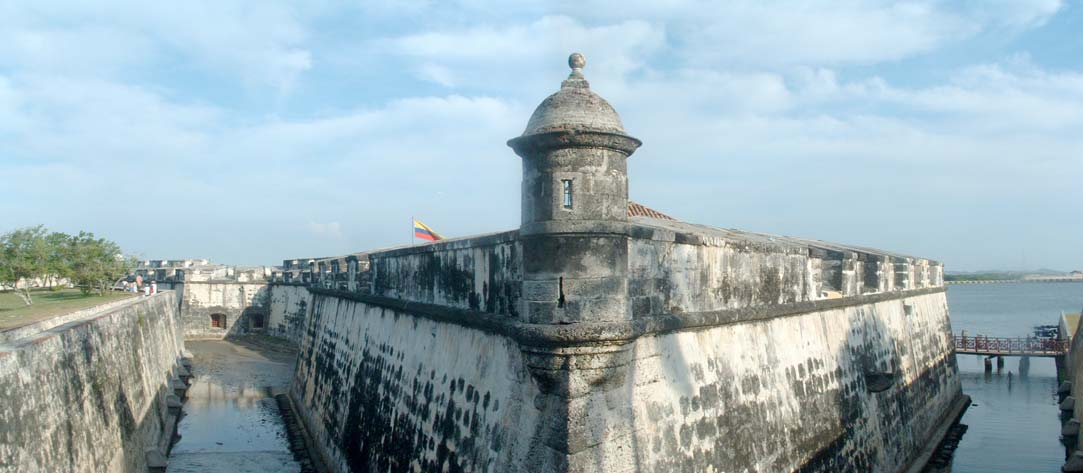
Zicht op een bastion met spietoren vanaf de landzijde

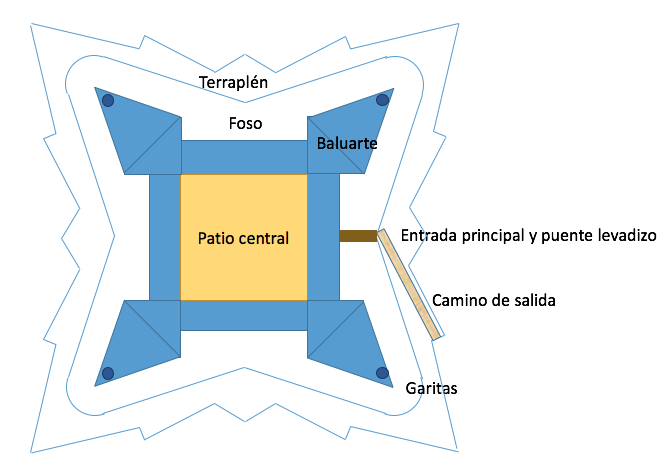
Tekening van het kasteel met de vier bastions

Het Castillo de San Luis de Bocachica of Fuerte de San Fernando de Bocachica is een fortificatie bij de stad Cartagena de Indias. Het is gebouwd in de 17e eeuw door de Spanjaarden tijdens de koloniale tijd in wat nu Colombia is.
Cartagena speelde tussen de 16e en 18e eeuw een belangrijke rol bij de jaarlijkse zilvervloten. Tegen het einde van het jaar  arriveerden hier schepen geladen met zilver vanuit Nombre de Dios in Panama. Bij Cartagena lag de vloot in een beschutte baai waar proviand werd ingenomen. In januari van het volgende jaar vertrok de vloot naar Havana. Daar kwam ook de vloot aan vanuit Mexico en samen maakten ze de reis naar Spanje.
De Baai van Cartagena de Indias was op twee manieren voor de schepen te bereiken, via de Bocagrande, de grote toegang dicht bij het oude stadscentrum, en de Bocachica, de kleine toegang op zo’n acht kilometer ten zuiden van de Bocagrande. Beide toegangen werden met forten en batterijen verdedigd tegen aanvallen door piraten, kapers en buitenlandse mogendheden.
Op de zuidpunt van het eiland Tierra Bomba werd een vierkante fort met vier bastions gebouwd. De bouw begon in 1646 door de ingenieur Juan de Somovilla en de naam van het kasteel is te danken aan de gouverneur Luis Fernández de Córdoba. Het kasteel speelde een belangrijke rol bij de verdediging van Cartagena.
Het werd diverse malen aangevallen en ingenomen. In 1697, tijdens de Negenjarige Oorlog (1688-1697), vielen troepen van de Franse kaper Jean-Bernard de Pointis Cartagena aan en namen na een tweedaagse strijd het kasteel van San Luis in. Het werd destijds verdedigd door 139 man onder het bevel van Sancho Jimeno.
Tussen 1739 en 1741 woedde een koloniale oorlog tussen Engeland en Spanje die ook bekend staat als de Oorlog om Jenkins' oor. De Britse admiraal Edward Vernon viel met een grote overmacht Cartagena aan in 1741. De stad werd succesvol verdedigd door de Spaanse soldaten onder leiding van admiraal Blas de Lezo. Het kasteel van San Luis werd zwaar beschadigd door het kanonvuur van de Engelse schepen.
In 1753 begonnen de herstelwerkzaamheden. Twee bastions waren dusdanig beschadigd dat ze zijn gesloopt. Onder leiding van de ingenieur Antonio de Arévalo werd een nieuwe ronde vestingmuur gebouwd met schietgaten waarachter de kanonnen waren opgesteld. Het kreeg een nieuwe naam Fuerte de San Fernando de Bocachica. Het is tegenwoordig een toeristische bestemming.
Tegenover het fort ligt op een klein eiland het fort San Jose. De twee controleerden de toegang tot de baai van Cartagena tussen Tierra Bomba en het schiereiland Barú.